# Paolo Di Paolo
Paolo Di Paolo (Roma, 7 giugno 1983) è uno scrittore italiano.

## Biografia
Laureato in Lettere alla Sapienza - Università di Roma, ha ottenuto un dottorato di ricerca in Studi di storia letteraria e linguistica italiana all'Università degli Studi Roma Tre. Nel 2003 è stato tra i cinque finalisti nazionali del Premio Campiello Giovani. Ha esordito nel 2004 con i racconti Nuovi cieli, nuove carte (Empirìa, 2004, finalista Premio Italo Calvino per l'inedito 2003). 
Nel 2008 ha pubblicato il romanzo Raccontami la notte in cui sono nato (Perrone; poi Feltrinelli UE 2014). La trama del libro è ispirata alla vicenda dell'australiano Nicael Holt, che nel 2007, a ventiquattro anni, annunciò di voler mettere in vendita su EBay la propria vita. Sergio Pent ha scritto su "La Stampa-Tuttolibri": "...quasi un bignami di Truffaut, in cui l'autore delinea a voce piena le coordinate di un insinuante minimalismo dei sentimenti, piovuti sulla pagina goccia a goccia, in una già nobile sapienza narrativa".
Al 2009 risale la prima edizione di Questa lontananza così vicina (Perrone, nuova edizione 2018)- Nel 2011 è uscito Dove eravate tutti (Feltrinelli, vincitore Premio Mondello, Superpremio Vittorini 2012 e finalista Premio Zocca Giovani). Nel 2013 Mandami tanta vita (Feltrinelli), finalista Premio Strega e vincitore del Premio Salerno Libro d'Europa e del Premio Fiesole Narrativa Under 40. Nel 2016 ha pubblicato il romanzo Una storia quasi solo d'amore (Feltrinelli). Nel 2019 esce Lontano dagli occhi (Feltrinelli), vincitore della 91ª edizione] del Premio Viareggio. Nel 2023 pubblica Romanzo senza umani (Feltrinelli), finalista al Premio Strega 2024.
Ha curato diversi libri in forma di dialogo: Un piccolo grande Novecento, con Antonio Debenedetti (Manni, 2005), Ho sognato una stazione. Gli affetti, i valori, le passioni, con Dacia Maraini (Laterza, 2005), Risalire il vento, con Raffaele La Capria (Liaison, 2008), Queste voci queste stanze, con Elio Pecora (Empirìa, 2008). In Ogni viaggio è un romanzo (Laterza, 2007) ha raccolto le voci di diciannove scrittori italiani sul rapporto tra letteratura e viaggio. Nel 2015 pubblica Viaggio a Roma con Nanni Moretti (Bompiani). Nel 2019 cura Sold out (Laterza), in cui Umberto Orsini racconta la sua vita e il suo percorso artistico. Nel 2022 esce Inventarsi una vita (La Nave di Teseo), un dialogo con Claudio Magris. Nel 2024 pubblica Rimembri ancora. Perché imparare da grandi le poesie imparate a scuola (Il Mulino), dove riattraversa e rilegge a distanza e in modo inedito le poesie studiate ai tempi della scuola. 
Di Indro Montanelli ha curato un'antologia di scritti, La mia eredità sono io. Pagine da un secolo (Rizzoli Bur, 2008), e l'epistolario Nella mia lunga e tormentata esistenza (Rizzoli 2012). Sulla figura del giornalista ha scritto Tutte le speranze. Montanelli raccontato da chi non c'era (Rizzoli 2014). Ha curato inoltre un'antologia dei racconti di Antonio Debenedetti, E nessuno si accorse che mancava una stella, (Rizzoli Bur, 2010) e di Antonio Tabucchi Viaggi e altri viaggi (Feltrinelli, 2010) e Che ore sono da voi? (Feltrinelli, 2020). Nel 2012 ha raccolto in La fine di qualcosa. Scrittori italiani tra due secoli saggi e articoli sugli scrittori italiani contemporanei. Nel 2016 pubblica il saggio Tempo senza scelte (Einaudi) e nel 2017 in Vite che sono la tua (Laterza) racconta 27 opere letterarie che hanno segnato la sua formazione. Nel 2020 pubblica Svegliarsi negli anni Venti (Mondadori), definito dall'autore come un viaggio pensato "per interrogare, esplorare e leggere questo tempo molto inquieto". Nel 2021 esce con Laterza Quello che possiamo imparare in Africa, un dialogo con Dante Carraro, che ripercorre la storia del Cuamm. Sempre nel 2021 cura il volume Romanzi e racconti di Dacia Maraini nella collana Meridiani Mondadori. 
Per il teatro ha scritto Il respiro leggero dell'Abruzzo, dedicato a pagine di grandi scrittori sull'Abruzzo e portato in scena da Franca Valeri, Milena Vukotic, Arnaldo Ninchi e L'innocenza dei postini (in AA.VV., L'attesa, a cura di Mario Fortunato, Bompiani), messo in scena durante il Napoli Teatro Festival Italia 2010. Nel 2020 scrive per il teatro Wet Market. La fiera della (nostra) sopravvivenza, spettacolo con regia collettiva a cura della Compagnia permanente di Ert. Si tratta della sua terza collaborazione con la Emilia Romagna Teatro Fondazione dopo Istruzioni per non morire in pace (2016) e l'adattamento drammaturgico della La classe operaia va in paradiso (2018).
Per bambini e ragazzi ha scritto La mucca volante (Bompiani 2014, finalista Premio Strega Ragazze e Ragazzi), Giacomo il signor bambino (Rrose Sélavy 2015) e La Divina commedia raccontata da Paolo Di Paolo (La Nuova Frontiera Junior 2015). Nel 2017, per Bompiani, pubblica  Papà Gugol, con le sue illustrazioni. Nel 2021 pubblica con Feltrinelli I classici compagni di scuola e con Giunti il suo primo romanzo per adolescenti, I desideri fanno rumore. Nel 2023, per Rizzoli, esce Trovati un lavoro e poi fai lo scrittore, in cui racconta com'è diventato lo scrittore che è oggi.
Collabora con La Repubblica, L'Espresso e Vanity Fair. Conduce dal 2006 le Lezioni di Storia all'Auditorium Parco della Musica di Roma e collabora come autore a programmi culturali. Nel 2008 è stato uno dei volti della trasmissione culturale di Raitre Gargantua, condotta da Giovanna Zucconi. Nel 2019 ha condotto "Fuoco sacro il talento e la vita" su la Effe, un programma dedicato alle biografie di quattro scrittori italiani. Dal 2020 conduce la trasmissione radio settimanale "La lingua batte" su Rai Radio 3.

## Opere

### Romanzi e racconti
- Raccontami la notte in cui sono nato, Perrone, Roma, 2008; Feltrinelli, Milano, 2014. Traduzioni: Olandese (parziale).
- Dove eravate tutti, Feltrinelli, Milano, 2011. Traduzioni: Francese, Greco.
- Mandami tanta vita, Feltrinelli, Milano, 2013 (Finalista Premio Strega 2013). Traduzioni: Francese, Albanese, Greco.
- Una storia quasi solo d'amore, Feltrinelli, Milano, 2016. Traduzioni: Francese, Tedesco.
- Lontano dagli occhi, Feltrinelli, Milano, 2019 (Premio Viareggio Rèpaci 2020). Traduzioni: Francese, Tedesco.
- Il giorno in cui la letteratura morì, Tetra, Viterbo, 2023.
- Romanzo senza umani, Feltrinelli, Milano, 2023.

### Saggi
- Ogni viaggio è un romanzo. Libri, partenza, arrivi. 19 incontri con scrittori , Laterza, 2007
- Tutte le speranze. Indro Montanelli raccontato da chi non c'era, Rizzoli, 2014
- Tempo senza scelte, Einaudi, Torino, 2016
- Vite che sono la tua. Il bello dei romanzi in 27 storie, Laterza, 2017
- Svegliarsi negli anni Venti, Mondadori, 2020, 2022
- Montanelli. Vita inquieta di un anti-monumento, Mondadori, 2021
- Rimembri ancora. Perché amare da grandi le poesie imparate a scuola, Il Mulino, 2024

### Libri per ragazzi
- La mucca volante, Bompiani, 2014. Traduzioni: Cinese.
- Giacomo il signor bambino, Rrose Sélavy, 2015
- Adattamento della Divina Commedia, La Nuova Frontiera Junior, 2015
- Papà Gugol, Bompiani, 2017
- I classici compagni di scuola, Feltrinelli, 2021
- I desideri fanno rumore, Giunti, 2021
- Trovati un lavoro e poi fai lo scrittore, Rizzoli, 2023

### Teatro
- Istruzioni per non morire in pace, 2016
- La classe operaia va in paradiso,  drammaturgia per spettacolo teatrale, 2018
- Wet market. La fiera della (nostra) sopravvivenza, 2020